# エル・ロシーオの巡礼

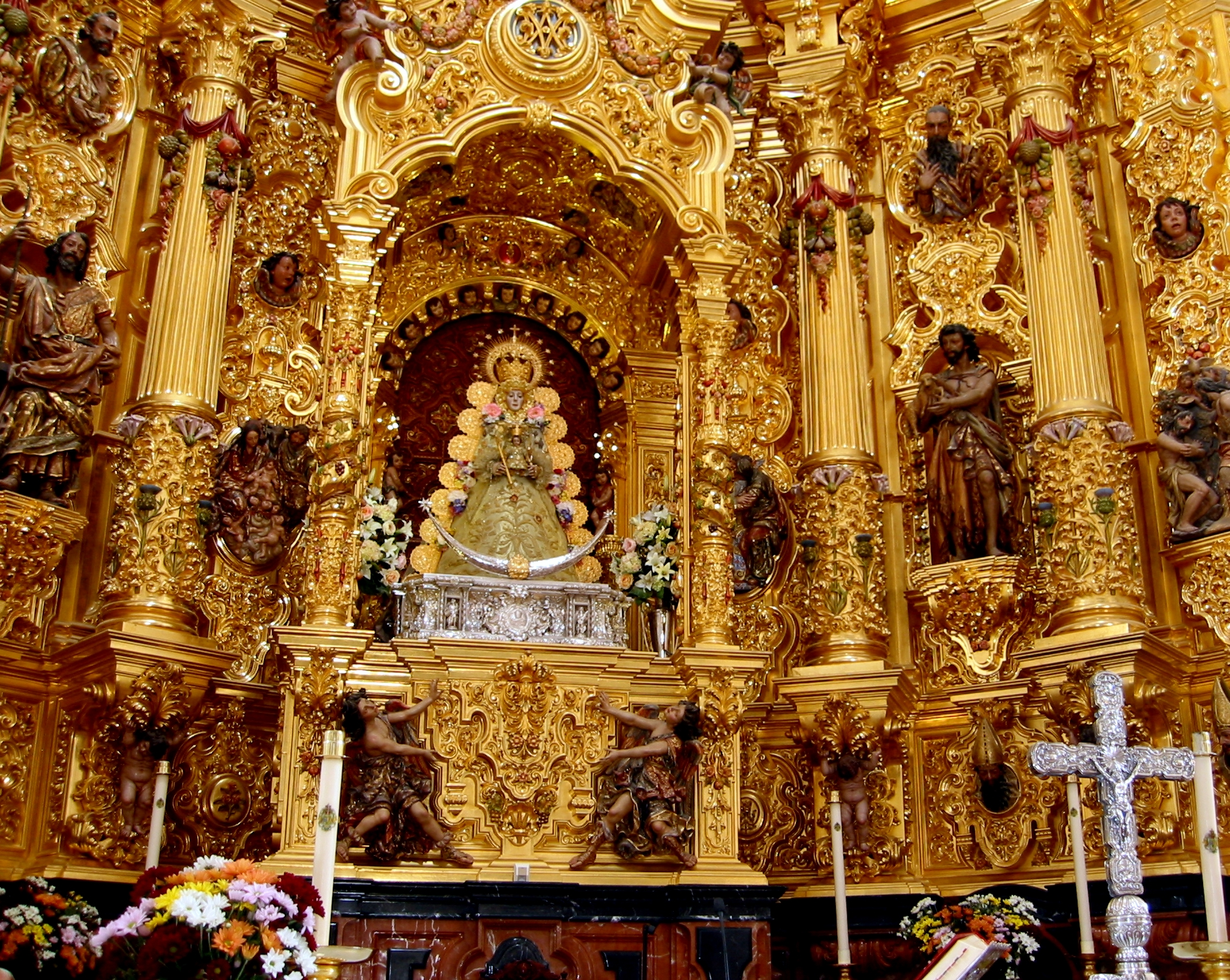
エル・ロシーオの乙女マリア

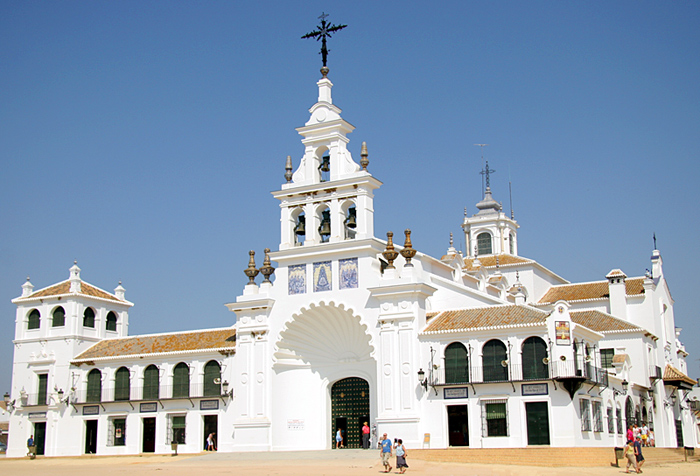
エル・ロシーオの聖堂

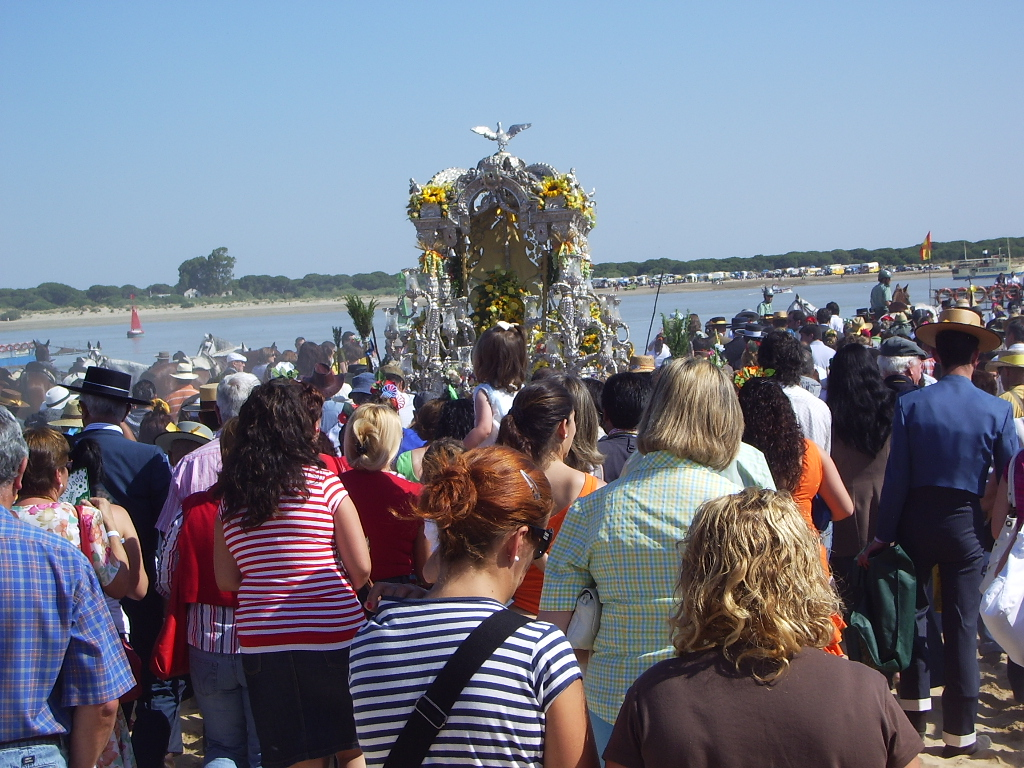
サンルーカル・デ・バラメーダからの巡礼者がグアダルキビール川の河口を超えて、対岸のドニャーナへ向かう

エル・ロシーオの巡礼 (エルロシオのじゅんれい、Romería de El Rocío、Romería del Rocío）はスペインのアンダルシア州ウエルバ県の自治体アルモンテの集落エル・ロシーオ（El Rocío）にあるエル・ロシーオの礼拝堂で毎年行われる巡礼である。

## 概要
エル・ロシーオの巡礼はアンダルシア州ウエルバ県アルモンテ（Almonte）にある、エル・ロシーオの聖母マリア（Virgen del Rocío、またはNuestra Señora del Rocío）にささげられたエル・ロシーオの礼拝堂（Ermita de El Rocío）のまわりで毎年行われる巡礼である。 日本のガイドブックでは一般に「ロシオの巡礼祭」（Romeria del Rocío）」と紹介されている。  ペンテコステに行われて、百万人が参加するスペイン最大の巡礼といわれていて、ドニャーナ国立公園内でキャンプしたり、馬でグアダルキビール川の河口を越えたり、幌馬車で参加する人もいる。 

## 参照項目
- ウエルバ県
- 巡礼
- アンダルシア馬